# Gui de Colle Medio
Gui de Colle Medio, ou de Colmier, mort à Avignon en  1306, est un prélat français  ou italien du XIIIe et du XIVe siècle. Il appartient à une famille du village de Colmier et qui a fourni un archevêque de Rouen en la personne  de Pierre de Colmier, mais il y a aussi des sources qui situent son origine à Collemezio en Italie.

## Biographie
À la mort de Guillaume d'Avesnes en 1295, le chapitre  de Cambrai a élu Gérard de Relenghes, alors prévôt de la cathédrale, mais le pape Boniface VIII prétend que, l'évêque étant mort à plus de deux journées de distance de Cambrai, son successeur devait être nommé par le Saint-Siège ; Gui de Colmier est, en conséquence, placé par lui à la tête du diocèse de Cambrai.  En 1306 Gui est transféré à l'archidiocèse de Salerne, mais il ne survit pas longtemps à ce transfert et meurt la même année.

## Source
- La France pontificale, Cambrai, p. 174 ff.